# میانطلان
میانطلان، روستایی در دهستان شهریار بخش مرکزی شهرستان فلارد در استان چهارمحال و بختیاری ایران است.

## جمعیت
بر پایه سرشماری عمومی نفوس و مسکن در سال ۱۳۹۵، جمعیت این روستا برابر با ۲۱۶ نفر (۶۲ خانوار) بوده‌است.